# Ochthebius halbherri
Ochthebius halbherri är en skalbaggsart som först beskrevs av Edmund Reitter 1890.  Ochthebius halbherri ingår i släktet Ochthebius och familjen vattenbrynsbaggar. Inga underarter finns listade i Catalogue of Life.